# Tamoyón I
Tamoyón I es una localidad de México perteneciente al municipio de Huautla en el estado de Hidalgo.

## Geografía
Se encuentra en la región Huasteca; a la localidad le corresponden las coordenadas geográficas 21° 1’ 22.908” de latitud norte y 98° 14’ 49.684” de longitud oeste, con una altitud de 154 m s. n. m. Se encuentra a una distancia aproximada de 4.14 kilómetros al sureste de la cabecera municipal, Huautla.
En cuanto a fisiografía se encuentra dentro de las provincia de la Sierra Madre Oriental, dentro de la subprovincia del Carso Huasteco; su terreno es de sierra. En lo que respecta a la hidrografía se encuentra posicionado en la región del río Panuco, dentro de la cuenca del río Moctezuma, en la frontera de las subcuencas del río Calabozo. Cuenta con un clima semicálido húmedo con lluvias todo el año.

## Demografía
En 2020 registró una población de 905 personas, lo que corresponde al 4.38 % de la población municipal. De los cuales 411 son hombres y 494 son mujeres. Tiene 208 viviendas particulares habitadas.
| Gráfica de evolución demográfica de Tamoyón I entre 1900 y 2020                              |
|                                                                                              |
| Población de los censos y conteos del Instituto Nacional de Estadística y Geografía (INEGI). |

## Economía
La localidad tiene un grado de marginación alto y un grado de rezago social bajo.